# Szümeón Metaphrasztész
Szümeón Metaphrasztész (ógörögül: Συμεὼν ὁ Μεταφραστής, újgörög Szimeón o Metafrasztísz), vagy Szüméon Magisztrosz, Szüméon Logothetész (ógörögül: Συμεὼν ὁ Μάγιστρος, Συμεὼν ὁ Λογοθέτης, újgörög Szimeón o Májisztrosz, Szimeón o Logothétisz), (900 körül – 987. november 28.) X. századi bizánci államférfi és történetíró. Nevéhez fűződik a legfontosabb bizánci hagiográfiai gyűjtemény.

## Élete és művei
Konstantinápolyban született VI. Leó császár uralkodása alatt, előkelő családban. Ennek megfelelően alapos képzésben részesült, kiváló szónok és filozófus volt. VII. Kónsztantinosz bizánci császár alatt kezdett hivatali karrierbe. II. Lekapénosz császár alatt protoasekretis, azaz a kancellária vezetője volt, majd ennek halála után hat hónapra  a régenstanács vezetője. Niképhorosz Phokasz alatt közreműködött a császár törvényeinek (Novellae) megszövegezésében. A császár meggyilkolása után magistros címmel Johannész Tzimiszkész mellett ismét a birodalom élére került. Emellett betöltötte a logothetész hivatalt, ami a katonai adminisztráció fejét jelentette. Életének vége felé II. Baszileosz alatt kegyvesztett lett, visszavonult egy kolostorba. Itt írta meg műveit. Valószínűleg 987. november 28-án halt meg.
Fő művei közé tartozik a Menalogion , amely szentek életrajzát tartalmazza, azok egyházi ünnepeik szerint kalendáriumba rendezett. A menalogionok - azaz szentéletrajz-gyűjtemények az ortodox egyház hivatalos iratai közé tartoznak, az ortodox egyház liturgiájában játszanak fontos szerepet. Korábban is léteztek ilyenek, de VII. Konsztantinosz utasítására Szümeón átnézte ezeket és irodalmi stílusba foglalta anyagukat. Emiatt az ortodoxok között ma is kiemelkedő szerepe van. Tőle ered a hét alvók legendája. Tevékenysége miatt az ortodox egyházban szentként tisztelik.
Ismert még Chronicon  című műve.

## Személye aRégi tudós világ históriájában
Budai Ézsaiás teológus és történetíró a Régi tudós világ históriája című 1802-es, Debrecenben megjelent nagy tudós-lexikonában a következőket írja Metaphrasztészról:
| SIMEON METAPHRASTES. Élt a’ XII dik századnak első felibenn, és Constanzinápolybann fő Egyházi hívatalt viselt. Sok munkákat írt, mellyek között nevezetesekː a’ Szenteknek életei (Sanctorum vitae), mellyeket a’ régibb Írókból szedvénn öszve, azokat más formába vette (μετεφρασε); és innen lett Metaphrastes neve (a μεταφραζω, in aliud orationis genus, seu, in aliam formam muto). De nevezetes a’ Kronikája is, mellyet 10. Historikusokból szedvénn öszve, a’ Világ kezdetétől fogva, 1061-ig vitt. Ennek egy része, a’ Leo Armeniustól fogva Nicephorus Phocasig történt dólgokat foglalja bé. |

## Fordítás
Ez a szócikk részben vagy egészben  a   Syméon Métaphraste című francia Wikipédia-szócikk fordításán alapul.  Az eredeti cikk szerkesztőit annak laptörténete sorolja fel. Ez a jelzés csupán a megfogalmazás eredetét és a szerzői jogokat jelzi, nem szolgál a cikkben szereplő információk forrásmegjelöléseként.

## Magyar nyelvű forrás
- Szántó Konrád: A katolikus egyház története. Budapest: Ecclesia. 1987.  ISBN 9633634814
- Klaniczay Gábor (szerk.): Európa ezer éve: a középkor I-II. Budapest: Osiris. 2005.  ISBN 9633898196
- Puskely Mária: Keresztény szerzetesség: Történelmi kalauz, II. kötet L–ZS. Budapest: Bencés Kiadó. 1996.  ISBN 963 7819 62 2
- Louis Bréhier: Bizánc tündöklése és hanyatlása, Varia Byzantina. Bizánc világa I. kötet, Bizantinológiai Intézeti Alapítvány, Budapest, 1999
- Louis Bréhier: A Bizánci Birodalom intézményei, Varia Byzantina. Bizánc világa VII. kötet, Bizantinológiai Intézeti Alapítvány, Budapest, 2003
- ↑ Ostrogorsky: Georg Ostrogorsky: A bizánci állam története. Budapest: Osiris. 2003.  ISBN 963 389 383 6
- Taft, Robert – Schulz, Hans-Joachim: A bizánci liturgia. Bizantinológiai Intézet Alapítvány. Budapest, 2009.